# Думы солдата
«Думы солдата» — памятник в городе Октябрьский. Перед скульптурой установлен Вечный огонь.

## История
Памятник установлен в парке Победы в 1970 году, в честь 25-летия Победы в Великой Отечественной войне.
Вокруг памятника со временем сформирован мемориальный комплекс.
В 1984 году у памятника установлены стелы с именами не вернувшихся с фронта горожан, а в 1989 году на дорожках ведущих к памятнику были установлены две пушки ЗиС-3.
В 2015 году ансамбль дополнится Аллеей Героев — перед памятником были установлены бюсты Героев Советского Союза — Шакирьян Гатиатуллин, Николай Дегтярь, Алексей Кортунов, Талип Нуркаев, Иван Никитин; и полных кавалеров Ордена Славы — Поликарп Анпилогов и Виктор Зотов, а на подходе к памятнику на постаментах были установлены боевые машины БМП-1 и БМД-1.
В 2016 году слева от памятника был установлен Памятник труженикам тыла и детям войны.
В 2023 году проводятся работы по обновлению прилегающей территории.

## Описание
Высота памятника вместе с гранитным пьедесталом — 5,8 метра. Авторы памятника — скульптор Б. В. Едунов и архитектор М. Д. Насекин.

Бронзовая фигура солдата на постаменте выражает не только скорбь, но и силу, мужество, готовность на подвиг, на самопожертвование ради жизни на земле. Печаль не расслабила волю человека. Сильные руки готовы в любую минуту взять оружие и сражаться с врагами до последней капли крови. А сейчас, в минуты короткого солдатского отдыха, воин задумался: «Спите, спокойно, дорогие товарищи! Никто не забыт! Ничто не забыто».— газета «Октябрьский нефтяник», 7 мая 1970 года
По воспоминаниям писателя Ивана Шевцова, видевшего в мастерской скульптора памятник в гипсовом проекте за несколько лет до его создания и установки, изначально скульптура называлась автором «Воспоминание» и представляла собой ветерана-фронтовика, в ватнике и шапке-ушанке, нашедшего на пахотном поле пробитую осколком каску, и с ней в руках присевшего в думах:

В его задумчивом, затуманенном, устремленном в себя взгляде целое море тоски и печальных дум. Целый мир отразил талантливый ваятель в погруженном в плывущие думы в лице бывшего воина, пахаря, человека. Как много говорят его неутомимые руки, вылепленные с филигранным пластическим мастерством. Какой эмоциональный заряд заложил мастер в свое внешне скромное, но по большому счету монументальное произведение. Я долго стоял у этой скульптуры, пораженный до предела выразительной психологической глубиной характера, и пластикой исполнения, композиционным совершенством.
Памятник искусства регионального значения с 1982 года, регистрационный номер 021610445320005.